# Gonfalone

Gonfalone del comune di Tortolì

Il gonfalone (AFI: [ɡonfaˈlone] chiamato in antichità confalone e gonfanon) è un vessillo o stendardo, solitamente di forma rettangolare e appeso per un lato minore ad un'asta orizzontale a sua volta incrociata con una verticale sostenuta da chi porta il gonfalone (gonfaloniere). Sia in antichità che in tempi recenti il gonfalone è stato utilizzato per rappresentare un ente, un'associazione o una comunità di individui.

## Etimologia
La parola "gonfalone" è la forma tardiva francese e italiana, presente anche in altre lingue romanze, di gonfanone, che deriva dal tedesco antico gundfano, gund, guerra, e fano, bandiera, cfr. il tedesco moderno Fahne e l'inglese vane)

## Comuni italiani
Oggi quasi tutti i comuni italiani (fanno eccezione ad esempio i comuni di Roma e Vicenza, che al posto di adoperare un drappo verticale adoperano una classica bandiera) sono rappresentati da un proprio gonfalone con al centro lo stemma comunale. 
Il gonfalone viene concesso direttamente dal presidente della Repubblica mediante un apposito decreto.

Esempio di un sindaco di un comune italiano (in questo caso Novate Milanese) che tiene in mano un gonfalone della propria città

Il regio decreto n. 6527 del 7 giugno 1943 disponeva che:
(art. 5, R.D. 7 giugno 1943, n. 652)
L'art. 5 del dpcm del 28 gennaio 2011 modifica le misure del gonfalone che consiste in un drappo rettangolare di cm 90x180, del colore di uno o di tutti gli smalti dello stemma.
Secondo l'attuale prassi le parti metalliche, i ricami, i cordoni, l'iscrizione e le bullette a spirale del gonfalone sono argentate se si tratta di un Comune e dorate per le province e le città.
Le forme dei gonfaloni municipali possono variare nella forma da comune a comune rispetto a quella rettangolare prevista dalla normativa: per esempio a tre pendenti, a coda di rondine (p. es. Tivoli), o più elaborati come  il gonfalone di Santa Margherita Ligure che termina al ventame con 5 merli.
Il gonfalone può essere anche decorato da onorificenze attaccate al tessuto di esso, ad esempio la medaglia al valor civile o quella al valor militare.
In situazioni tipo manifestazioni, il gonfalone rappresenta la presenza di una comunità (solitamente il comune) a quella manifestazione, e il gonfalone indica una presenza ufficiale, la quale ha bisogno di essere confermata direttamente dal sindaco del comune, dal momento che esso ha una personalità giuridica.

## Il gonfalone negli stemmi
Negli stemmi compaiono due tipi diversi di gonfalone:
- un'immagine stilizzata e standardizzata, che compare molto frequentemente nell'araldica civica dell'Europa centro-occidentale; si tratta di una pezza di stoffa orizzontale, sostenuta da tre anelli, da cui pendono tre strisce frangiate in basso, con quella centrale più lunga delle laterali:

Stemma di Altheim, Germania
Stemma di Börslingen, Germania
Stemma di Herrenberg, Germania
Stemma di Vaduz, Liechtenstein
Stemma di Büsnau (Stoccarda), Germania

- il gonfalone papale, detto anche basilica (in latino: umbraculum), che simboleggia l'autorità della Santa Sede, compare tuttora sui francobolli e nelle monete del Vaticano durante il periodo di Sede vacante, ma è usato anche dal cardinale camerlengo, dalla Camera apostolica, dal Collegio cardinalizio e dalle basiliche:[7][18]

Stemma modello di una basilica minore
Stemma modello di una basilica maggiore
Stemma di Capranica, Italia
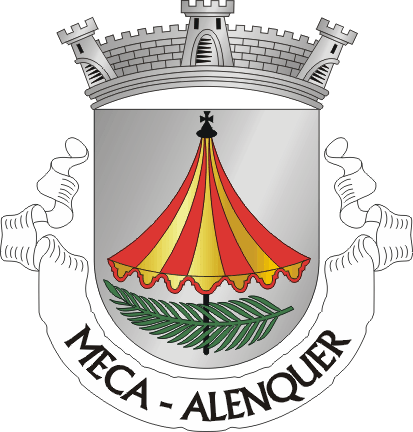
Stemma di Meca (Alenquer), Portogallo
Stemma di Sede vacante

### Testuali
1. ↑  Vicenza non risulta ancora dotata di un gonfalone e utilizza la bandiera nazionale con lo stemma comunale centrato. Tuttavia nelle cerimonie talvolta compare un gonfalone che recita la seguente blasonatura:

“Drappo partito di bianco e di rosso…”
2. ↑  In alcuni casi non è presente lo stemma (es. gonfalone del comune di Albenga).

### Fonti
1. ↑   DiPI Online - Dizionario di Pronuncia Italiana, su www.dipionline.it. URL consultato il 9 maggio 2024.
2. ↑   DOP: Dizionario di Ortografia e Pronunzia della lingua italiana, su www.dizionario.rai.it. URL consultato il 9 maggio 2024.
3. ↑   Pronuncia italiana - Trascrizione fonetica, su easypronunciation.com. URL consultato il 9 maggio 2024.
4. ↑   MeisterDrucke, Il gonfalone (gonfanon) dell'Inquisizione a Goa, colonia portoghese in India - Un rappresentante domenicano porta l'emblema dell'Inquisizione: una spada e un ramo d'oliva, simbolo di punizione, ma anche di pace e giustizia, su MeisterDrucke. URL consultato l'8 maggio 2024.
5. ↑   Gonfalone, in Treccani.it – Enciclopedie on line, Roma, Istituto dell'Enciclopedia Italiana. URL consultato l'8 maggio 2024.
6. ↑   BeWeB - Glossario : Gonfalone, su BeWeB - Beni Ecclesiastici in Web. URL consultato l'8 maggio 2024.
7. 1 2   Medieval Flags: Gonfalon, su web.archive.org, 11 settembre 2012. URL consultato l'8 maggio 2024 (archiviato dall'url originale l'11 settembre 2012).
8. ↑   Gonfalone: Definizione e significato, su Dizionario italiano, Corriere della Sera. URL consultato il 9 maggio 2024.
9. ↑  (EN) 1911 Encyclopædia Britannica/Gonfalon - Wikisource, the free online library, su en.wikisource.org. URL consultato l'8 maggio 2024.
10. ↑   STENDARDO e GONFALONE - Treccani, su Treccani. URL consultato l'8 maggio 2024.
11. ↑   Roma - Araldica Civica, su araldicacivica.it.
12. ↑   Regio decreto 7 giugno 1943, n. 652 Regolamento per la Consulta Araldica del Regno (PDF).
13. ↑   Decreto del Presidente del Consiglio dei Ministri del 28 gennaio 2011 Competenze della Presidenza del Consiglio dei Ministri  in materia di onorificenze pontificie e araldica pubblica e semplificazione del linguaggio normativo (PDF),  art. 5 c. 4.
14. ↑   Governo Italiano - Ufficio Onorificenze e Araldica, su presidenza.governo.it. URL consultato l'8 maggio 2024.
15. ↑   22/10/2016_Massimo Ghirardi_Le Marche sugli scudi_Parte 1/4, su YouTube. URL consultato l'8 maggio 2024.
16. ↑   Cos'è il Gonfalone?, su www.ideabandiere.com. URL consultato l'8 maggio 2024.
17. ↑   Comune di Como (PDF), su comune.como.it.
18. ↑   L'Araldica Ecclesiastica, su iagi.info.